# Ellipteroides (Protogonomyia) clitellatus
Ellipteroides (Protogonomyia) clitellatus is een tweevleugelige uit de familie steltmuggen (Limoniidae). De soort komt voor in het Oriëntaals gebied.